# Stachys pseudopinardii
Stachys pseudopinardii là một loài thực vật có hoa trong họ Hoa môi. Loài này được R.Bhattacharjee & Hub.-Mor. miêu tả khoa học đầu tiên năm 1974.